# Гровс, Лесли
Лесли Ричард Гровс (англ. Leslie Richard Groves; 17 августа 1896 — 13 июля 1970) — генерал-лейтенант армии США, в 1942—1947 годах — военный руководитель программы по созданию ядерного оружия (Манхэттенский проект).

## Биография
Лесли Гровс — сын армейского капеллана, потомок французских гугенотов, высадившихся в Америке в XVII веке. Обучался в Университете штата Вашингтон и Массачусетском технологическом институте, затем поступил в военную академию в Вест-Пойнте. По окончании академии в 1918 служил в Инженерном Корпусе армии США. Женился в 1922 году.
С 1934 года — капитан, в 1936—1940 — слушатель академий Генерального штаба, с 1940 — майор генерального штаба. В том же году, в связи с предвоенным увеличением армии, произведён в полковники. Служил на различных военно-строительных проектах, в том числе на постройке здания Пентагона, приобрёл репутацию жёсткого, успешного, уверенного в себе руководителя.
В сентябре 1942 года временно повышен в звании до бригадного генерала военного времени и назначен военным руководителем атомного проекта, сменив полковника Джеймса Маршалла. Именно Гровс дал проекту кодовое имя Манхэттенский. Гровс, как руководитель проекта, лично выбрал и утвердил места строительства атомных объектов в Оук-Ридже, Ханфорде, Лос-Аламосе и др., организовал постройку и снабжение этих предприятий. Несмотря на то, что Гровс своими армейскими методами (называл проект дорогостоящим сборищем идиотов и кретинов) раздражал многих учёных, именно он настоял на назначении Роберта Оппенгеймера научным руководителем проекта.

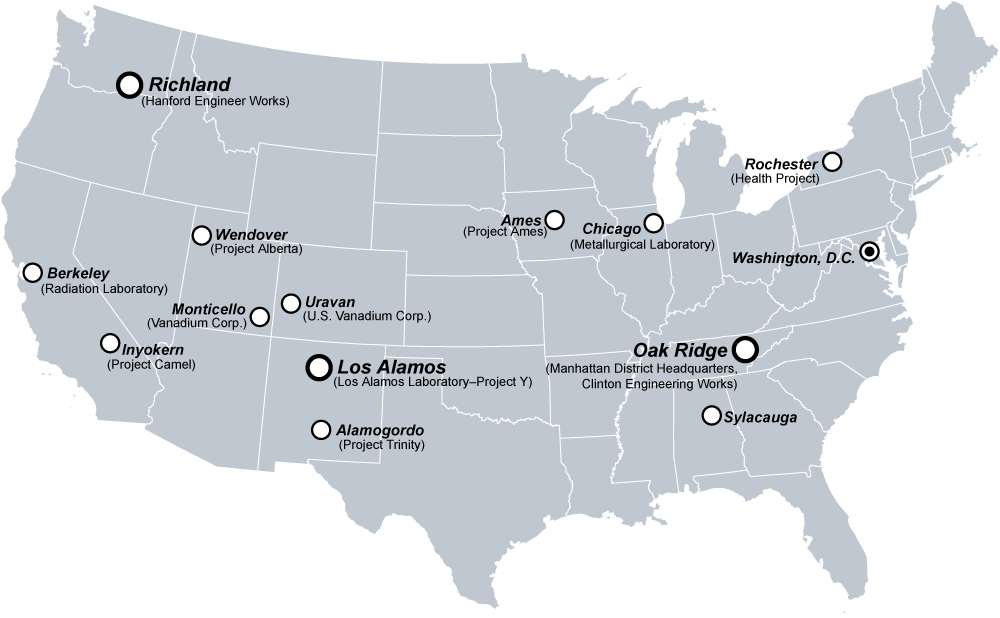
Атомные объекты, построенные при Гровсе

При выборе целей для первой атомной бомбардировки Японии Гровс выступал за уничтожение Киото.
Послевоенные реформы привели к власти противников Гровса, и в январе 1947 года Манхэттенский проект был выведен из сферы ответственности армии — под гражданскую юрисдикцию. Фактически отстранённый от проекта, после непродолжительной службы в Лос-Аламосе, Гровс вышел в отставку в 1948 году, уступая место в строю генералам-фронтовикам. До 1961 Гровс работал вице-президентом военно-промышленной корпорации Sperry Rand; в 1962 году выпустил книгу воспоминаний «Теперь об этом можно рассказать» (издана в СССР в 1964).
Умер после сердечного приступа. Похоронен на Арлингтонском национальном кладбище.

## Награды
Лесли Гровс был номинирован на медаль «За выдающиеся заслуги» за свою работу в Пентагоне, но, чтобы не привлекать внимание к Манхэттенскому проекту, она не была вручена. После Второй мировой войны американский Совет по наградам решил изменить его на Орден Легион почёта. 
- Орден «Легион почёта», военная награда США
- Орден Короны; награждён Правительством Бельгии за руководство Манхэттенским проектом
- Орден Бани; награждён Правительством Великобритании за руководство Манхэттенским проектом

## Киновоплощение
- фильм «Оппенгеймер» (англ. Oppenheimer) (Великобритания, США, 2023) — Мэтт Деймон

### На английском языке
- Groves, Leslie. Now It Can Be Told: The Story of the Manhattan Project (англ.). — New York: Harper, 1962. — ISBN 0-306-70738-1.